# Милан М. Ћирковић
Милан М. Ћирковић (Београд, 11. март 1971) српски је астрофизичар, астробиолог, космолог и филозоф.
Дипломирао је 1994. на Физичком факултету Универзитета у Београду на смеру Теоријска физика. Докторирао је 2000. године на Државном универзитету Њујорка у Стони Бруку, САД. Запослен је као научни саветник на Астрономској опсерваторији у Београду 
и професор на Департману за физику Универзитета у Новом Саду.
Oбјавио је преко 100 научних и другиx радова. 
Написао је уџбеник „Увод y вангалактичку астрономију“ (Универзитет у Новом Саду) као и књиге The Astrobiological Landscape коју је објавио Cambridge University Press и Global Catastrophic Risks (као уредник са Ником Бостромом) у издању Oxford University Press-a.
Активно се бави популаризацијом астрономије и науке уопште. Написао је велики број научно-популарних чланака на порталима Елементаријум Архивирано на веб-сајту  (31. јул 2016), Вива физика, Мишљење о мишљењу (МОМ), Пешчаник, Блог Б92, Време Архивирано на веб-сајту  (23. јун 2016). Одржао бројна предавања и учествовао у радијским и телевизијским емисијама.